# Таджикистан на зимових Олімпійських іграх 2014
Таджикистан на зимових Олімпійських іграх 2014 року у Сочі був представлений 1 спортсменом в 1 виді спорту. Країна вчетверте за свою історію брала участь у зимовій Олімпіаді. Команда складалася з одного гірськолижника Алішера Кудратова. Кудратов став другим спортсменом країни, який брав участь у зимових Олімпійських іграх. Команда стикнулася з браком фінансування та ресурсів, щоб отримати кваліфікацію для участі в іграх.
Серед 65 глав держав, які були присутні на церемонії відкриття, був президент Таджикистану Емомалі Рахмон.

## Гірськолижний спорт
Згідно з остаточним розподілом квот, оприлюдненим 20 січня 2014 року, Таджикистан кваліфікував одного спортсмена.
| Спортсмен       | Дисципліна       | Спуск 1      | Спуск 1      | Спуск 2      | Спуск 2      | Разом        | Разом        |
| Спортсмен       | Дисципліна       | Час          | Місце        | Час          | Місце        | Час          | Місце        |
| --------------- | ---------------- | ------------ | ------------ | ------------ | ------------ | ------------ | ------------ |
| Алішер Кудратов | Слалом, чоловіки | не фінішував | не фінішував | не фінішував | не фінішував | не фінішував | не фінішував |